# Hermogenes Ebdane Jr.

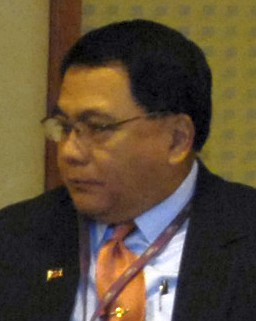
Hermogenes Ebdane, Jr. (2007)

Hermogenes Edejer Ebdane, Jr. (* 30. Dezember 1948 in Candelaria, Provinz Zambales, Philippinen) ist ein philippinischer ehemaliger General und Politiker.

## Biografie

### Studium und Aufstieg zum Polizeichef
Nach dem Schulbesuch studierte er zunächst Bauingenieurwesen und schloss dieses Studium mit einem Bachelor of Science (B.S. Civil Engineering) ab. Im Anschluss trat er als Offizieranwärter in die Philippinischen Streitkräfte (Armed Forces of the Philippines, AFP) ein und war Absolvent der Militärakademie (Philippine Military Academy), die er 1970 mit einem Bachelor of Science abschloss. Ein späteres Postgraduiertenstudium der Kriminologie beendete er mit einem Master of Science (M.Sc.Criminology). Darüber hinaus wurde ihm ein Doktorat in Friedens- und Sicherheitsverwaltung verliehen.
Im Laufe seiner weiteren militärischen Ausbildung war er Absolvent des Command and General Staff College der United States Army in Fort Leavenworth sowie Teilnehmer an Kursen und Sicherheitsseminaren der U.S. Anti-Terror-Gruppe, des US-State Department, der Polizeiakademie von Singapur, der Internationalen Rechtsakademie von Thailand (International Law Enforcement Academy) sowie des Nationalen Trainingszentrum für Nachrichtenwesen (National Intelligence Training Center) sowie der Trainingsschule des Sondernachrichtendienstes (Special Intelligence Training School).
Zwischen den einzelnen Studien und theoretischen Fortbildungen war er auf mehreren Dienstposten innerhalb der AFP sowie der Philippine Constabulary (PC), der Vorgängerin der heutigen Nationalpolizei (Philippine National Police, PNP) eingesetzt. Zunächst war er Kommandeur der PC in der Provinz Nueva Ecija und danach Kommandeur des Bataillons der Präsidentengarde. Nach einer Tätigkeit als Kommandierender Offizier der Sondereinsatzkräfte der PC war er Kommandeur des Polizeibezirks West. Anschließend folgte eine Verwendung als Regionaldirektor der PC von Metro Manila (National Capital Region). Er war außerdem Chef der Nationalen Anti-Entführung-Task Force (NAKTAF) und im daraufhin Direktor der PNP für Humankapital und Lehrentwicklung.
Nach einer weiteren Tätigkeit als Stellvertretender Chef der PNP für Verwaltung wurde er als Nachfolger von Leandro Mendoza von Juli 2002 bis August 2004 schließlich selbst Chef der Philippine National Police und war als solcher Generalpolizeidirektor (Police Director General) im Rang eines Generals.

### Minister und Präsidentschaftskandidat
Nach seinem Ausscheiden aus dem aktiven Polizeidienst wurde er als Nachfolger von Norberto Gonzales im August 2004 von Präsidentin Gloria Macapagal-Arroyo zum Nationalen Sicherheitsberater sowie zum Generaldirektor des Nationalen Sicherheitsrates (National Security Council) ernannt.
Am 15. Februar 2005 berief ihn die Präsidentin zum Minister für öffentliche Arbeiten und Autobahnen (Secretary of Public Works and Highways) in ihr Kabinett.
Im Rahmen einer Regierungsumbildung wurde er im Februar 2007 Verteidigungsminister (Secretary of National Defense), übernahm jedoch nach einer erneuten Kabinettsumbildung am 4. Juli 2007 wieder das Amt des Ministers für öffentliche Arbeiten und Autobahnen.
Am 22. Oktober 2009 trat er zurück und wurde als Minister von Victor Domingo abgelöst.
Ebdane, der Vorsitzender der Partei „Lapiang Manggagawa“ ist, kündigte an, bei den Präsidentschaftswahlen am 10. Mai 2010 zu kandidieren. Dabei setzt er auch auf die Unterstützung des früheren Präsidenten Fidel Ramos, der wie er als General in der AFP und Philippine Constabulary diente.

### Auszeichnungen
Für seine Verdienste in der AFP, PC und der PNP wurde er mehrfach ausgezeichnet und erhielt unter anderem:
- Distinguished Conduct Star
- Philippine Legion of Honor
- Distinguished Service Stars
- PNP Distinguished Service Medal
- Medalya ng Katangi-tanging Gawa
- Bronze Cross Medal
- Military Merit Medals
- PMA Cavalier Award for Leadership and Command Administration
- Master Parachutist Badge.